# Museo de Arqueología y Antropología de la Universidad de Cambridge
El Museo de Arqueología y Antropología, es un museo fundado en 1884 como Museo de Arqueología General y Local de la Universidad de Cambridge; las colecciones iniciales del museo incluían antigüedades locales recogidas por la Sociedad de Anticuarios de Cambridge y artefactos de la Polinesia donados por Alfred Maudslay, Sir Arthur Hamilton-Gordon y Anatole von Hügel; primer conservador del museo, quien donó su propia colección de artefactos del Pacífico Sur. También conocido como MAA; este museo ahora es parte del consorcio de Museos de la Universidad de Cambridge y alberga las colecciones de antigüedades locales de la Universidad, junto con artefactos arqueológicos y etnográficos de todo el mundo. 
El museo está situado en el Downing Site, entre el cruce de Downing Street y Tennis Court Road. Reabrió sus puertas en 2013, después de una importante renovación de las galerías de exposición, con una nueva entrada pública directamente en Downing Street.

## Historia
La exploración geográfica de Cambridge al Estrecho de Torres de 1898 bajo Alfred Cort Haddon y William Rivers recogió más material. Ellos animarían a sus estudiantes - incluyendo a Alfred Reginald Radcliffe-Brown, John Layard y Gregory Bateson - a continuar coleccionando para el museo.

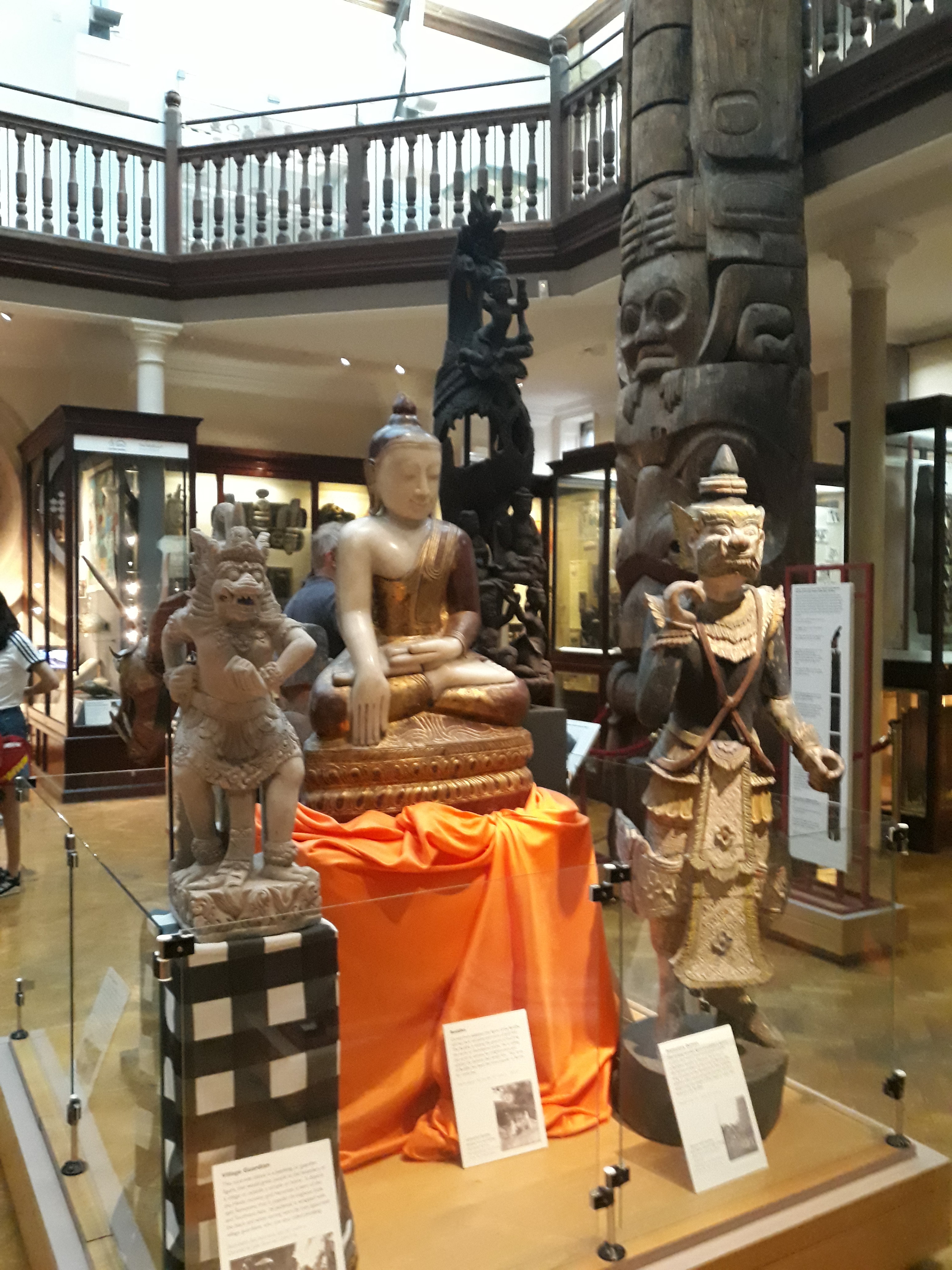
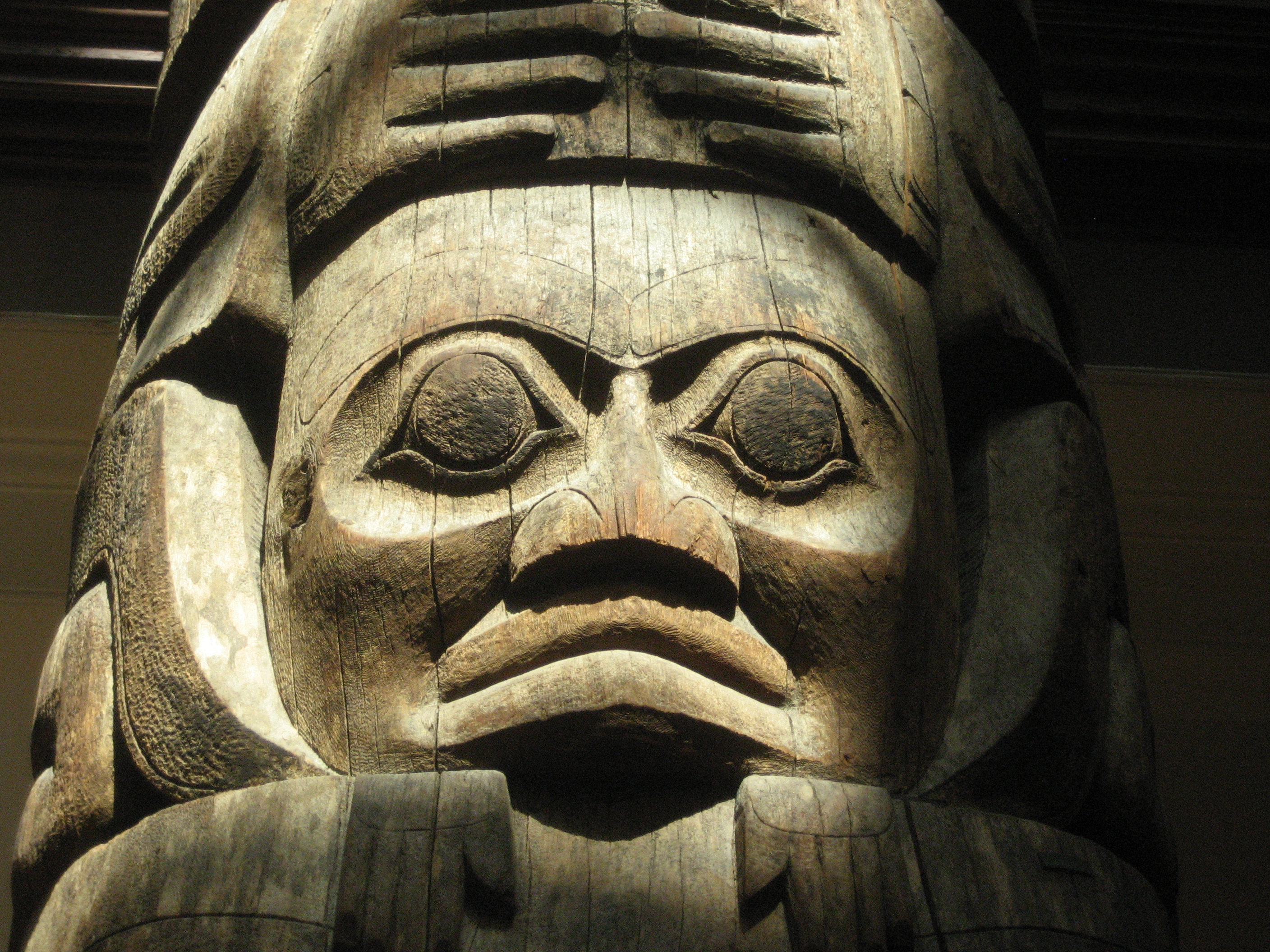
Poste tótem Haida (detalle)
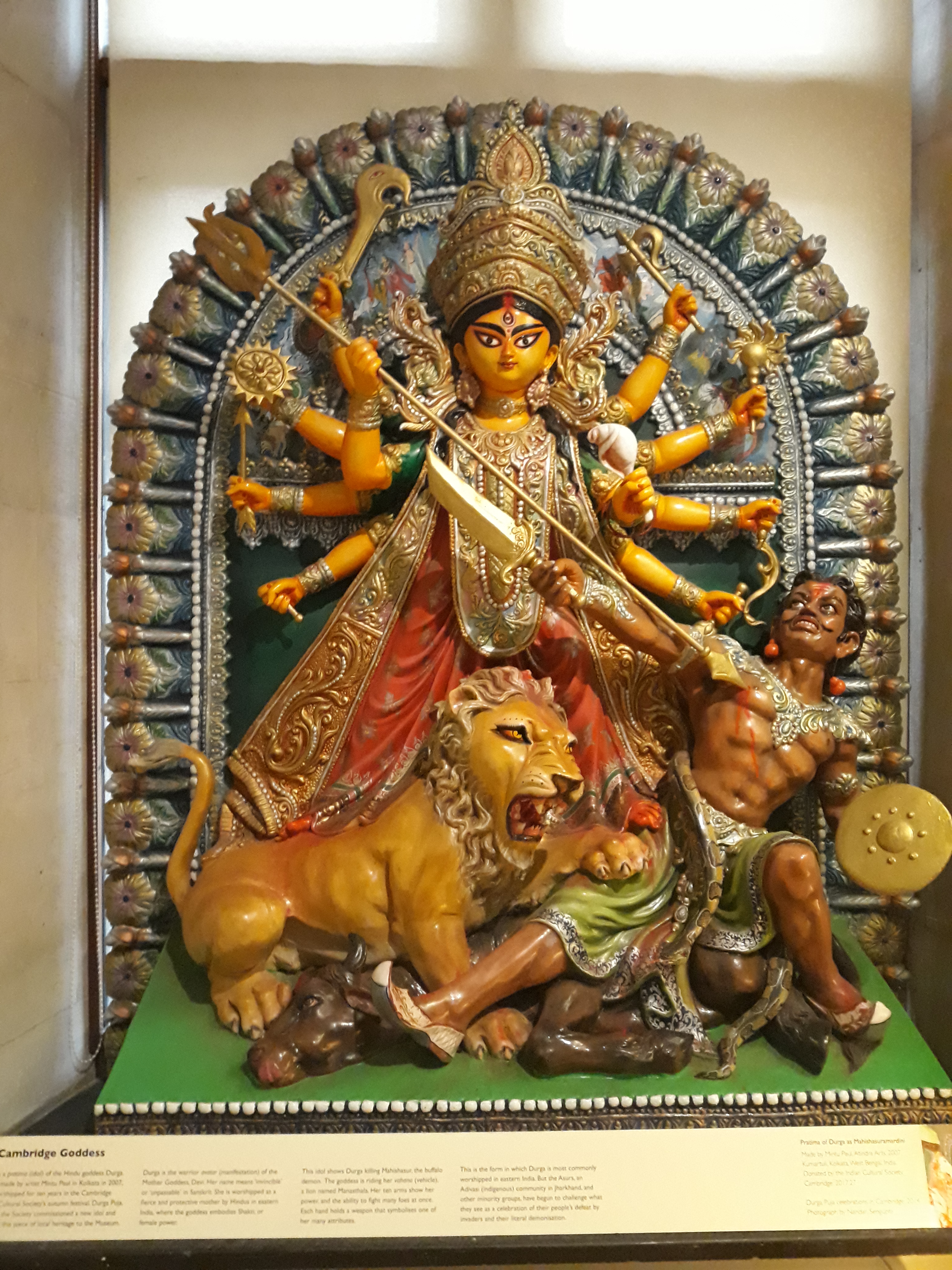
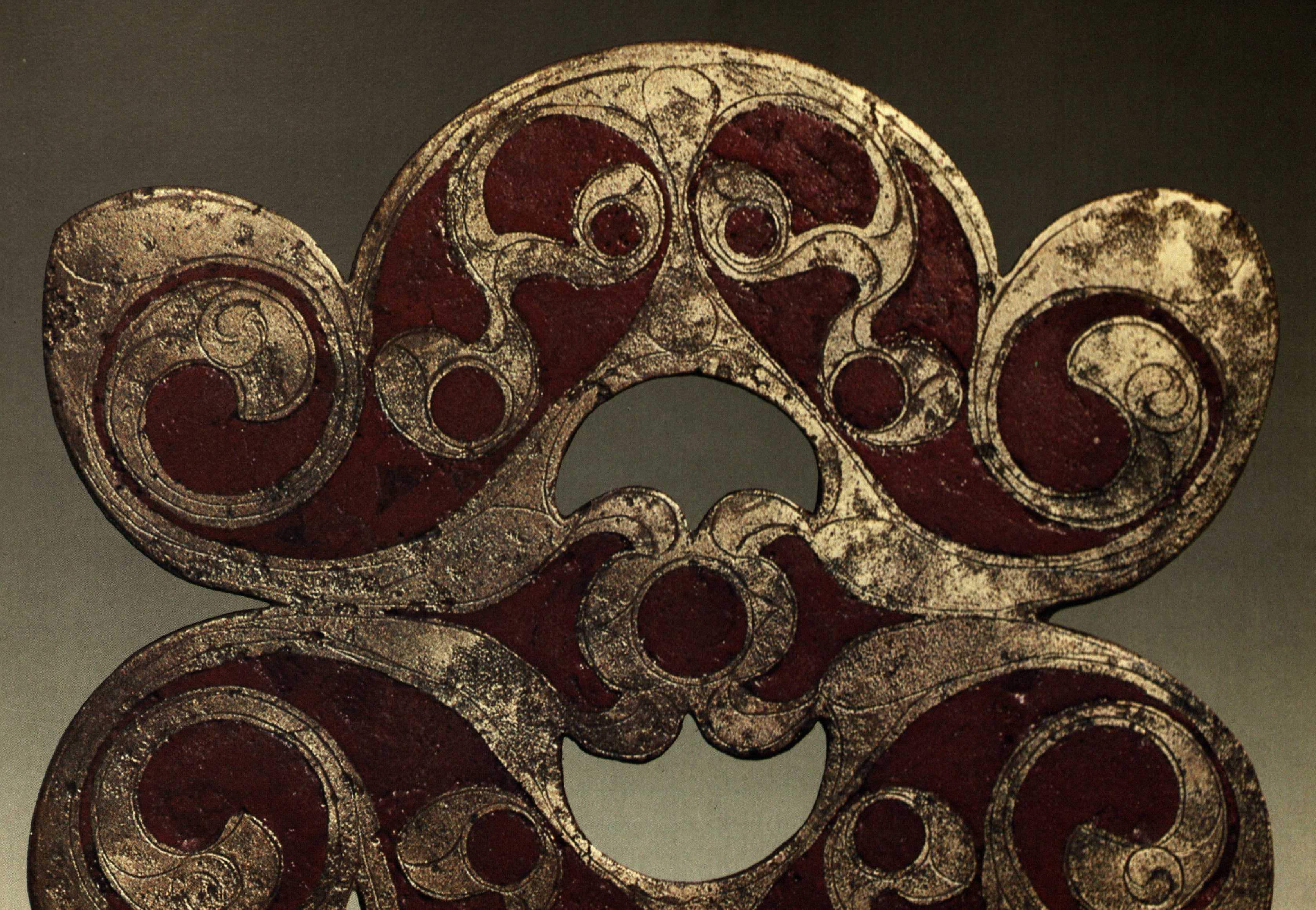
Bronce ornamental (Santon, Norfolk)
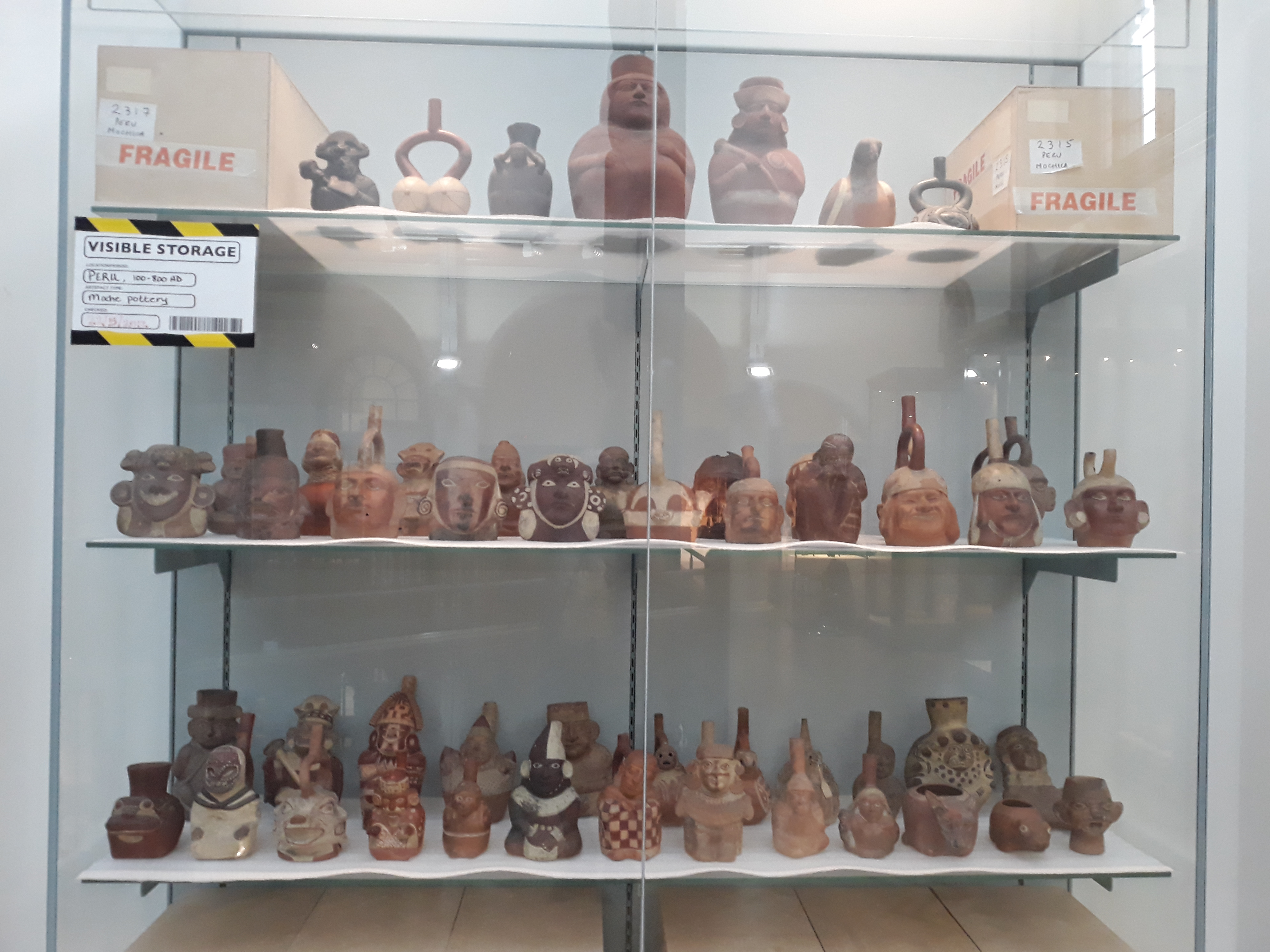

Von Hügel puso en marcha un traslado a locales más grandes especialmente construidos para el museo. En 1913 el museo se trasladó a su ubicación actual en Downing Street, aunque las nuevas galerías no se instalaron completamente hasta después de la Primera Guerra Mundial.